# Romilly-sur-Aigre
Romilly-sur-Aigre är en kommun i departementet Eure-et-Loir i regionen Centre-Val de Loire strax norr om centrala Frankrike. Kommunen ligger i kantonen Cloyes-sur-le-Loir som tillhör arrondissementet Châteaudun. År 2018 hade Romilly-sur-Aigre 455 invånare.

## Befolkningsutveckling
Antalet invånare i kommunen Romilly-sur-Aigre
Referens:INSEE